# موروونگتسا
موروونگتسا (به لاتین: Morownica) یک روستا در لهستان است که در گمینا شمیگیل واقع شده‌است. موروونگتسا ۴۵۰ نفر جمعیت دارد.